# Gardens by the Bay

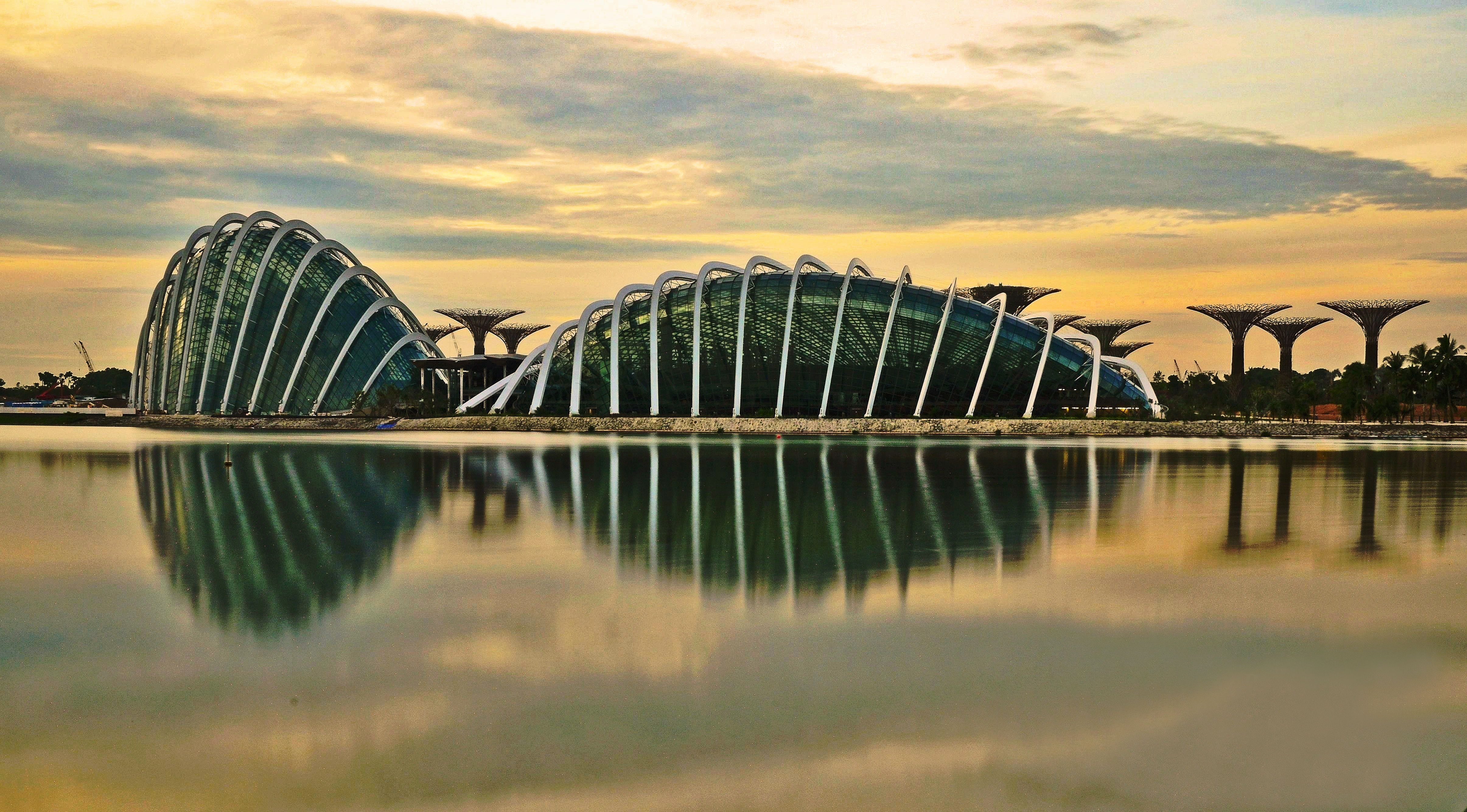
Gardens by the Bay

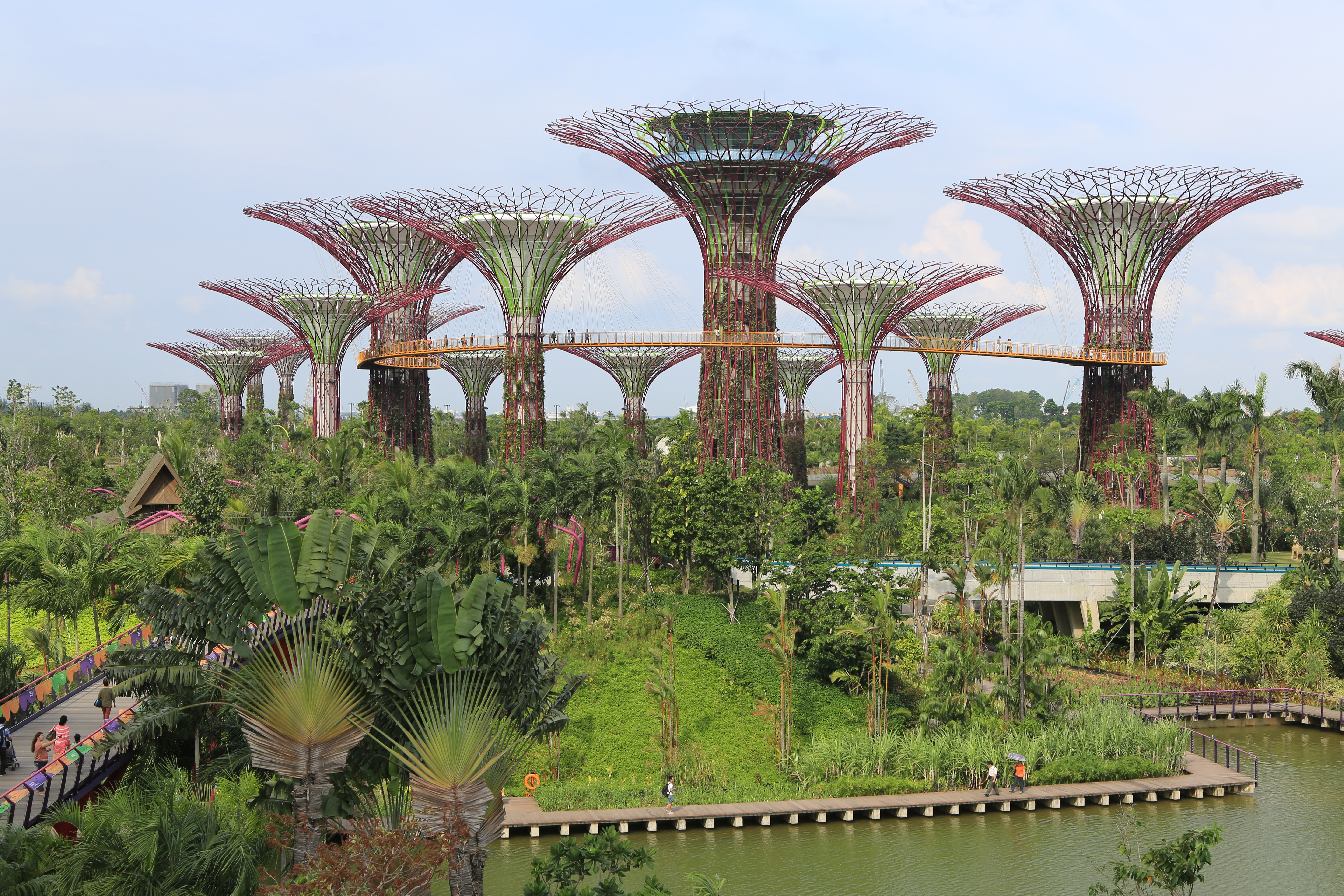
Supertrees

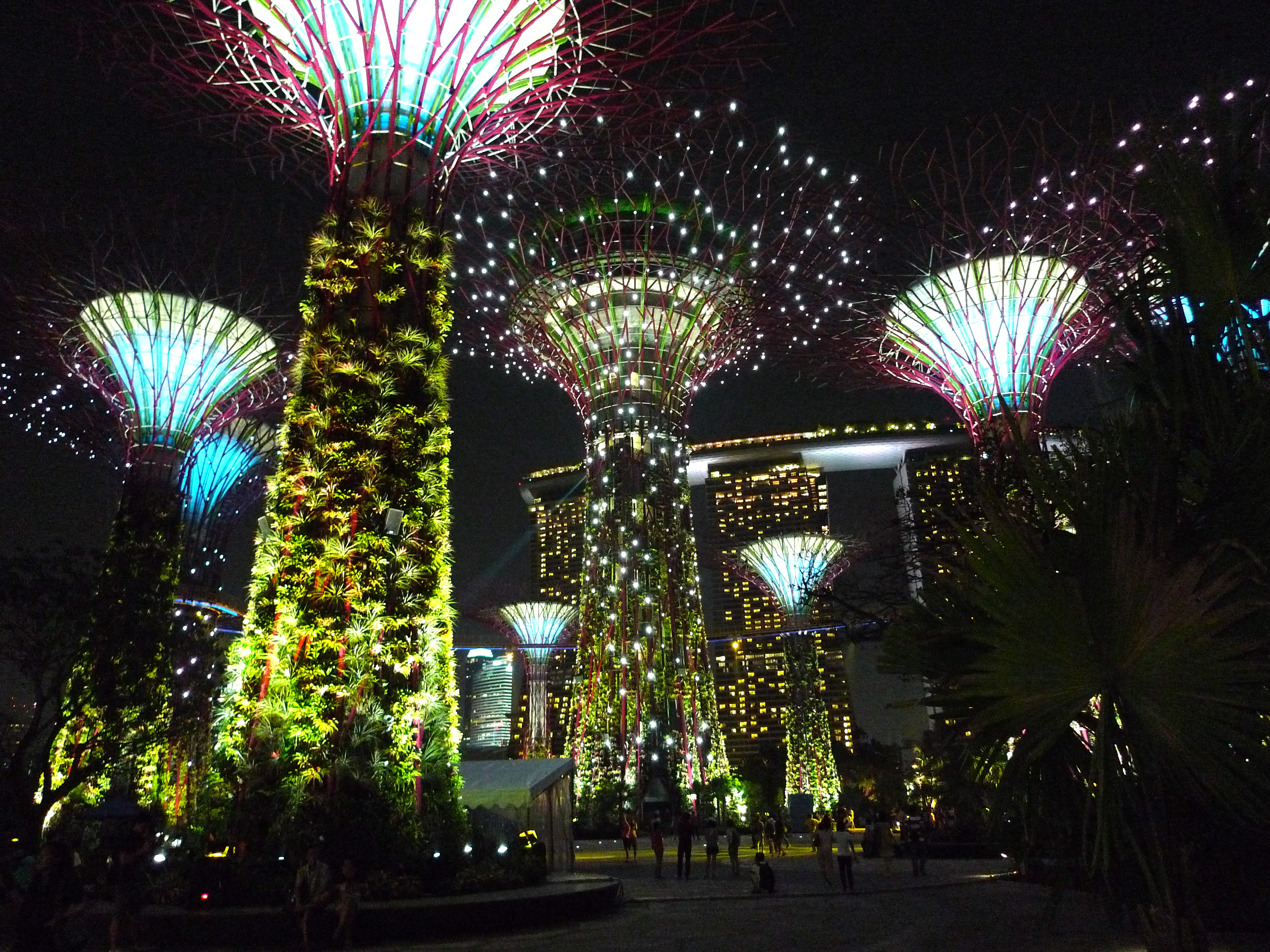
Supertrees bei Nacht

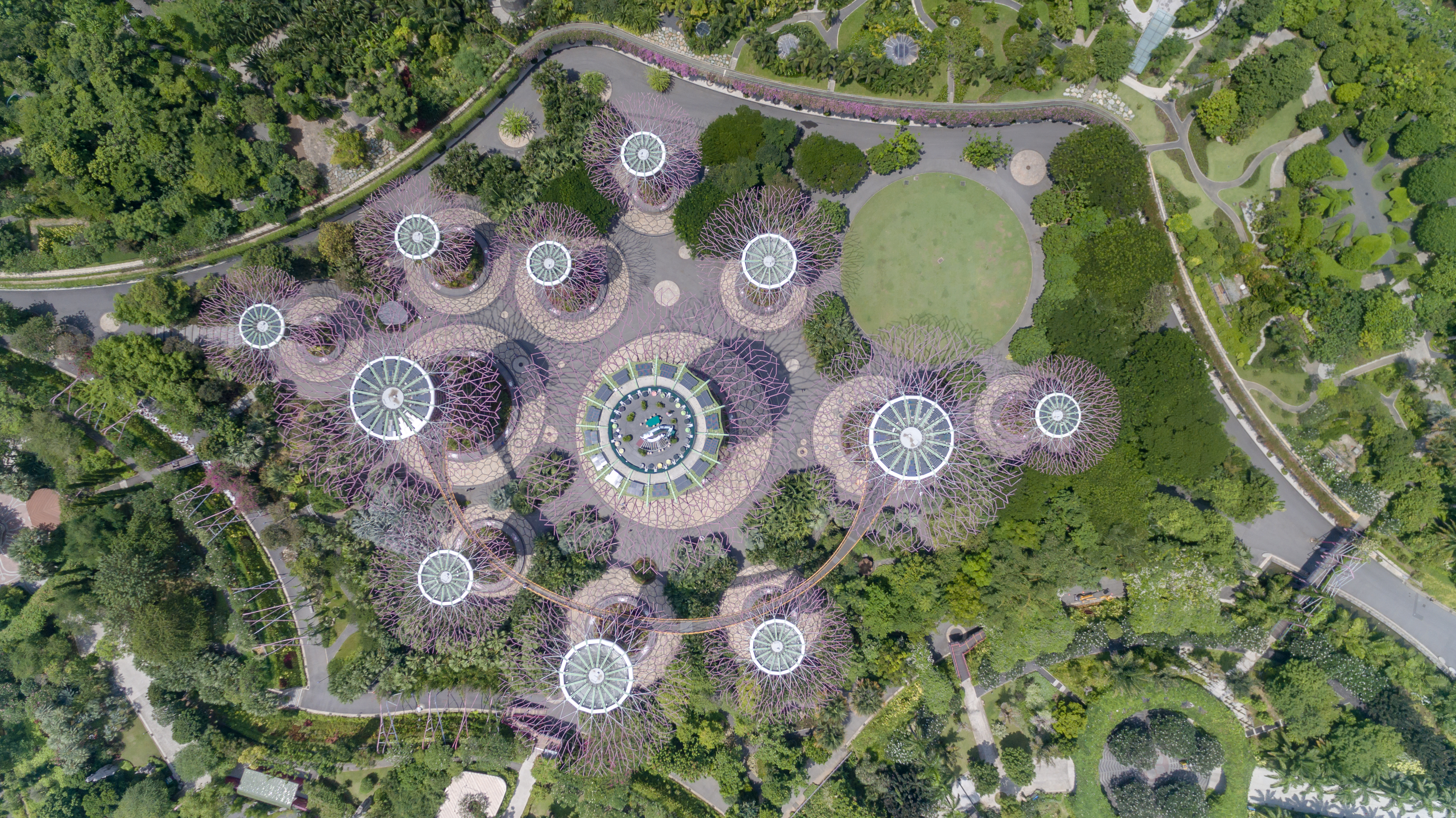
Luftbild der Supertrees in Singapur

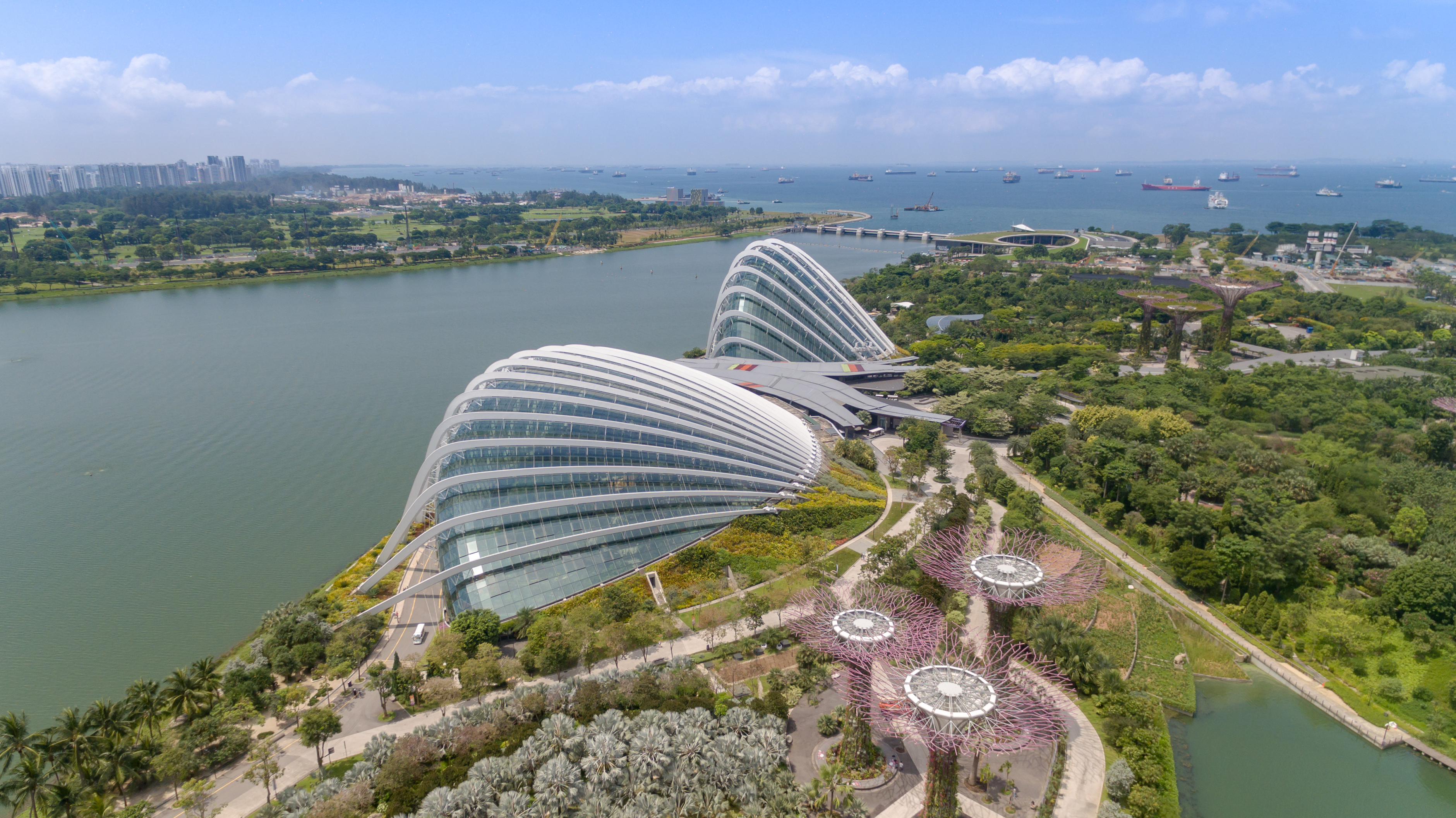
Flower Dome und Botanischer Garten Singapur

Gardens by the  Bay ist ein 101 Hektar großes Parkgelände, das im zentralen Bezirk Singapurs auf künstlich aufgeschüttetem Land östlich der Marina Bay angelegt wurde.
Als eine der beliebtesten Touristenattraktionen in Singapur verzeichnete der Park im Jahr 2014 6,4 Millionen Besucher, erreichte im November 2015 die Marke von insgesamt 20 Millionen Besuchern und bis einschließlich 2018 über 50 Millionen Besucher.

## Geschichte
Gardens by the Bay ist Teil einer Strategie der Regierung des Stadtstaats Singapur, mit welcher die Gartenstadt in eine Stadt im Garten umgewandelt werden soll, damit die Lebensqualität der Einwohner durch Grünzüge verbessert werden kann. Diese Politik der Regierung wurde vom Premierminister Singapurs, Lee Hsien Loong, am Nationalfeiertag 2005 verkündet. Die Parklandschaft entlang des Meers und am Marina Reservoir sollte ein anziehendes Erholungsgebiet für die Stadtbevölkerung werden. Im Jahr 2006 wurden die Unternehmen Grant Associates und Gustafson Porter  beauftragt, die Masterpläne für die Planungsgebiete Bay South Garden und Bay East Garden auszuarbeiten.

## Baugebiete
In der ersten Bau- und Umgestaltungsphase wurden 2007 der Marina City Park und die Marina South Promenade geschlossen, um Platz für die neuen Gardens by the Bay zu schaffen.
Folgende drei Gebiete am Marina Bay Reservoir werden oder wurden bereits erschlossen.

### Bay Central Garden
Der Bay Central Garden fungiert als Bindeglied zwischen Bay South Garden und Bay East Garden. Er bedeckt eine Fläche von 15 Hektar und hat eine 3 km lange Uferpromenade, die Spaziergänge vom Stadtzentrum bis in den Osten von Singapur ermöglicht.

### Bay East Garden
Das Baugebiet Bay East Garden umfasst 32 Hektar. Eine 2 km langen Promenade führt um das Marina Reservoir herum. Der Park wurde bereits 2010 für die Olympischen Jugend-Sommerspiele hergerichtet und im Oktober 2011 teilweise der Öffentlichkeit übergeben.

### Bay South Garden
Das 54 Hektar große Teilgebiet Bay South Garden wurde im Juni 2012 fertiggestellt. Im Bay South Garden befinden sich zwei mit Glas eingehauste künstliche Biotope, in denen jeweils verschiedene Floren aus unterschiedlichen Klimazonen gezeigt werden. Beide Glashäuser wurden von dem britischen Architekturbüro Wilkinson Eyre entworfen. Sie wurden beim World Architecture Festival 2012 als Gebäude des Jahres ausgezeichnet.

#### Flower Dome
Das größere Glashaus, der 1,28 Hektar Fläche überdeckende Flower Dome, wurde als größtes Glasgewächshaus der Welt ins Guinness-Buch der Weltrekorde 2015 aufgenommen. In ihm werden milde, trockene Klimaverhältnisse geschaffen. Es werden Pflanzen gezeigt, die typisch für die mediterranen oder halbtrockenen Klimazonen sind. Dazu gehören zum Beispiel die Chilenische Araukarie, Olivenbäume, die Kanarische Dattelpalme, Affenbrotbäume, die chilenische Honigpalme oder die Wollemie und andere mehr.

#### Cloud Forest
Im 0,8 Hektar überspannenden Glashaus mit der Bezeichnung Cloud Forest (Wolkenwald) wird die Vegetationszone der Tropen in Höhen von ca. 1.000 bis 3.000 Metern über Meereshöhe nachgestellt. Eine 35 Meter hohe Turmkonstruktion stellt einen Berg dar, der mit typischen Vertretern seiner Flora, wie Orchideen, Bromeliengewächse oder Flamingoblumen (Anthurien) bedeckt ist.

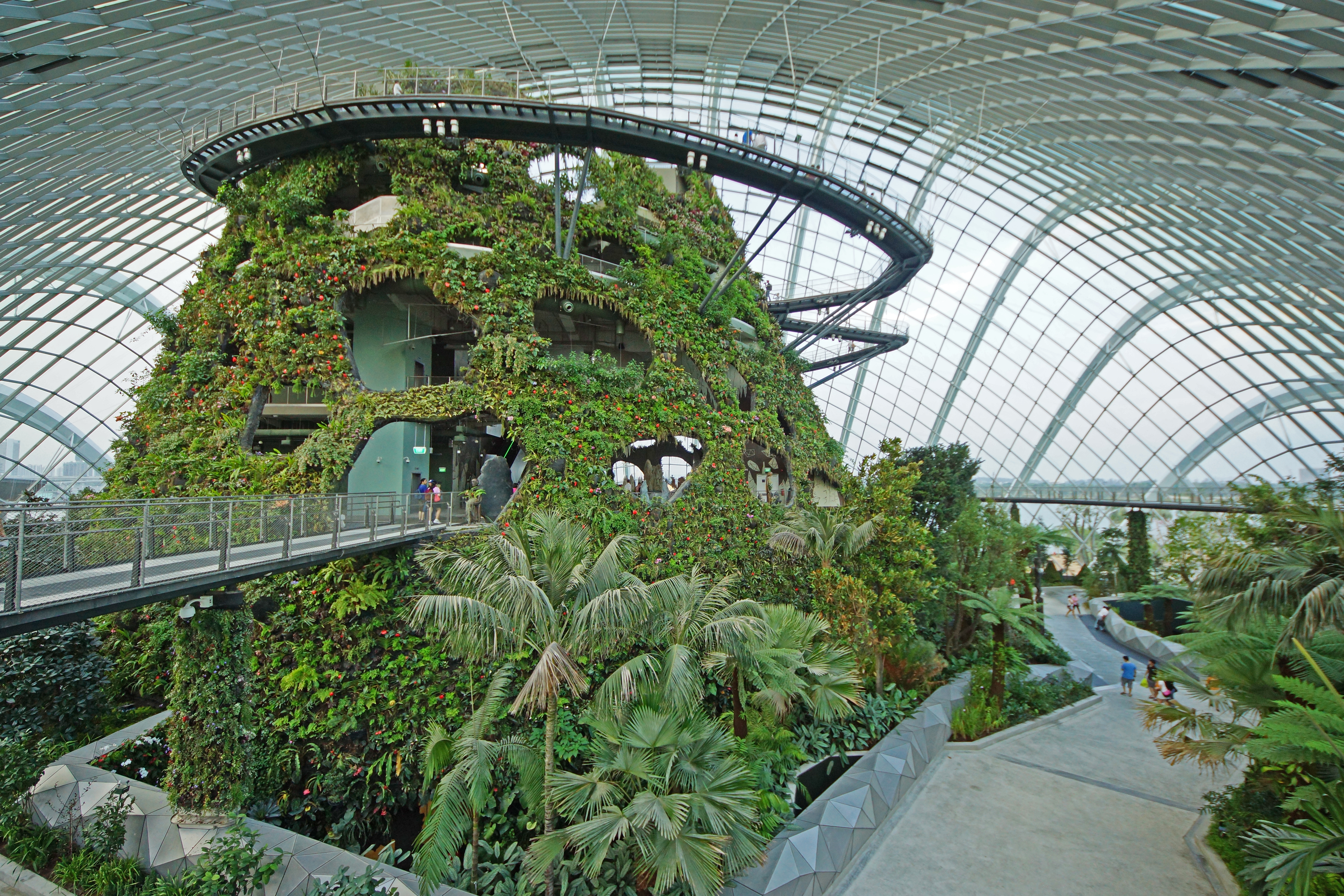
Cloud Forest

#### Super Trees
Eine weitere Einrichtung sind die Super Trees, pflanzenbewachsene Stahlgerüste mit Höhen zwischen 25 und 50 Metern. Sie dienen unter anderem der Aufzucht von seltenen Pflanzen. Ferner wird mittels Photovoltaik Elektrizität für Beleuchtung und Kühlsysteme gewonnen, werden die Niederschläge zur Bewässerung der Pflanzen gesammelt und einige der Bäume dienen als Kühltürme für die Kühlsysteme in den Glashäusern. Zwei der Türme werden in luftiger Höhe mit einem 128 Meter langen Skyway (Hängebrücke) verbunden, den die Singapurische Oversea China Banking Corporation (OCBC) finanziert hat und für den Eintritt zu bezahlen ist. Nachts werden die Türme beleuchtet und es finden zweimal täglich monatlich wechselnde 15-minütige Licht- und Tonshows („Garden Rhapsody“) um 19:45 Uhr und 20:45 Uhr statt, die die Bank sponsert.
Der italienische Pavillon auf der Expo 2015 in Mailand enthielt eine künstliche Struktur namens Albero Della Vita (deutsch „Baum des Lebens“), die optisch den Supertrees in Singapur ähnelt.

#### Children’s Garden
Seit Januar 2014 besteht ein Children’s Garden mit Attraktionen für Kinder und Jugendliche, der auch mit einem Erlebnispfad ausgestattet ist. Er ist ganzjährig jeweils von Dienstag bis Sonntag geöffnet.

#### Bayfront Plaza und Floral Fantasy
Der Bayfront Plaza ist der Haupteingangsbereich der Gärten von der MRT-Station Bayfront aus. Es enthält eine Attraktion namens Floral Fantasy, die aus vier Gartenlandschaften mit Blumenkunst und einem 4D-Fahrgefühl besteht. Die 1.500 m² große Floral Fantasy bietet florale Kunst sowie eine 4D-Multimedia-Fahrt, die die Reise eines Libellenfluges durch die Gardens by the Bay simuliert. Ebenfalls enthalten sind ein Veranstaltungsraum im Innenbereich, der Bayfront Pavillon und ein Café.

## Weitere Entwicklungen
Die Bauzone Bay South soll bis zum Jahre 2020 entwickelt werden. Ebenso soll eine neue U-Bahn-Linie des Mass Rapid Transit für das bisher nur per Bus erschlossene Gebiet bis 2021 fertiggestellt werden. Die derzeit nächstgelegene Station ist die Bayfront-Mass-Rapid-Transit-Station.